# Vybiti

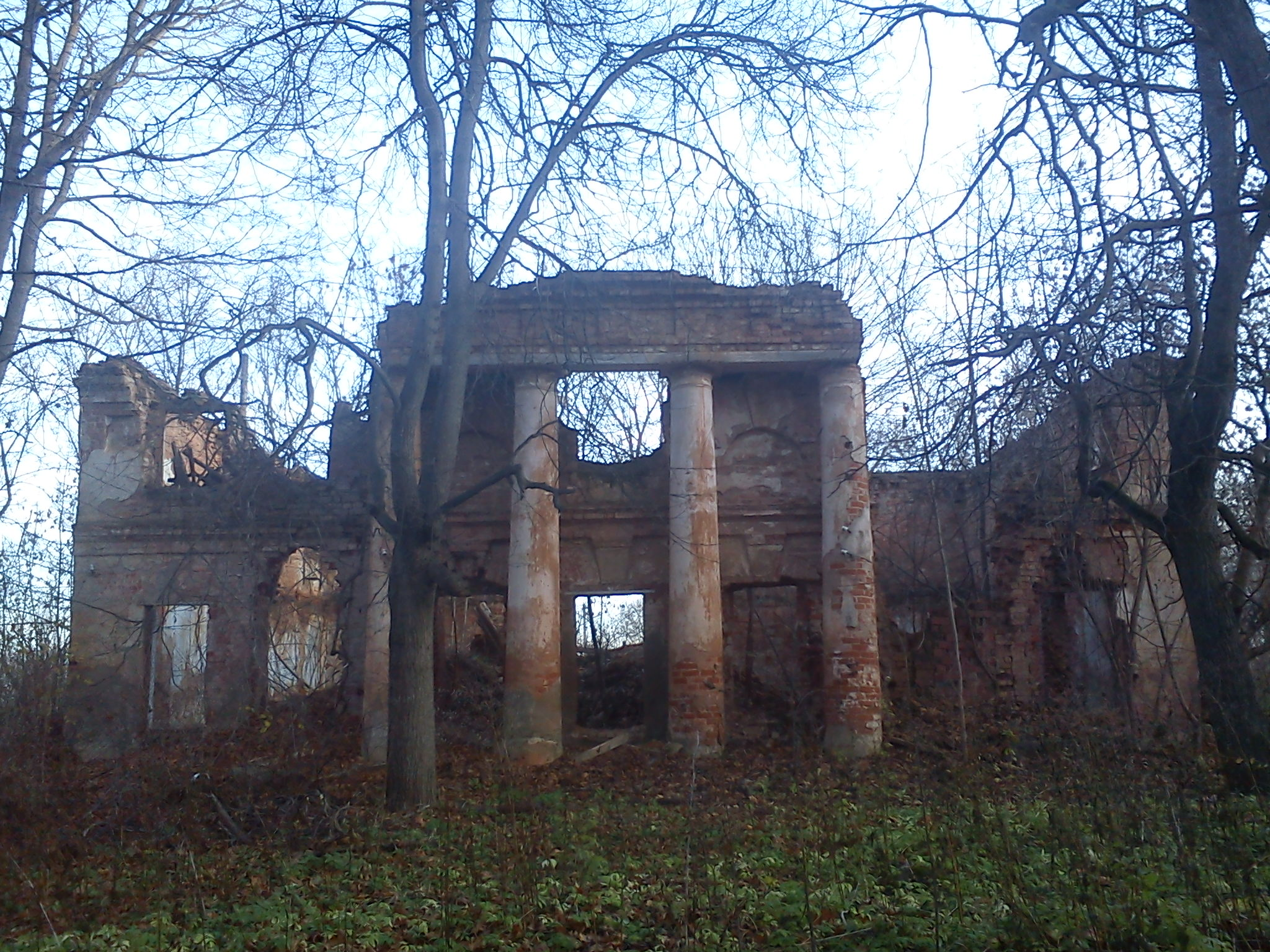
Antiga fazenda dos príncipes

Výbiti é uma vila situada na Oblast de Novogárdia na margem do rio Kaloshka (direito afluxo do rio Shelon) aos 10 quilómetros da cidade Soltsy. 

## Etimologia
Segundo uma legenda local o nome da aldeia provem do verbo "derrotar" (russo выбивать vybivát ) porque cá na Idade Média os russos tinham derrotado os cavaleiros do Ordem Teutónica. Também conta-se que de modo semelhante receberam seus nomes os povoados vizinhos Úpolzy, Úgosha (que agora constitui parte do Vybiti) e Kuk, o seja em Úgosha os inimigos foram oferecidos (russo угощать ugoshát), em Vybiti eles foram derrotados (russo выбивать vybivát), em Úpolzy eles arrastaram-se fora (russo уползать upolzát) e em Kuk choravam-se (russo куковать kukovát). Além dessa há outra versão sobre a origem dos nomes destes povoações. Quando os lituanos faziam uma incursão habitual, eles tinham rodeado os nossos guerreiros perto de um povoado pequeno. Pela noite, os guerreiros enviaram exploradores que chamavam uns aos outros com sons de cuco. Daqui veio o nome - povoado Kuk. Depois, pela trilha descoberta pelos exploradores, os guerreiros penetraram se arrastando  numa nova posição (o que deu nome ao povoado Úpolzy), derrotaram ao inimigo (onde depois surgiu a aldeia Výbiti) e por fim banquetearam-se (Úgosha).

## Lugares de interesse
Na aldeia fica a herdade dos príncipes Vassiltchikov que lhes pertencia até a Revolução de Outubro. Durante o período soviético ela converteu-se no centro do sovhóz Lenin, um dos mais velhos do país. Em março 1920 a herdade «Výbiti» foi declarada monumento protegido e aqui estabeleceu-se um dos três museus provinciais da Oblast de Novogárdia. Em 1975 foi declarada monumento de arquitetura e jardinagem dos séculos XVIII - XIX à defesa do estado. Perto da herdade fica um parque que tem área de 60 hm e que possui várias espécies raras de árvores. É um monumento do século XVIII que também foi a propriedade dos príncipes.

## Výbiti na época Soviética
No ano 1918 foi fundado o sovkhoz "Výbiti". Em 1924 , depois da morte de V.I. Lenin, os trabalhadores do sovkhoz na reunião funerária decidiram fabricar uma coroa para enviá-la no enterro do chefe. A coroa foi rapidamente fabricada de folhas de palmeira, loureiro e outras plantas da orangerie do sovkhoz por jardineiro Vassiliy Ivanovitch Yurkuns. À coroa foi pegado um boletim com palavras de aflição. A fotografia desta coroa foi publicada em 1968 e 1977  num jornal municipal.